# 西灣山 (柴灣)
西灣山（英語：Sai Wan Shan）是位於香港柴灣的一座山峰，高海拔197米。山頂設有電視發射站。
山上有昔日是英軍鯉魚門軍營的鯉魚門度假村，附近亦有西灣炮台晨運徑，東區尤德夫人那打素醫院也位於該座山東面的山腰。